# 星野仁彦
星野 仁彦（ほしの よしひこ、1947年6月24日 - ）は、福島県会津若松市生まれの日本の医学者、精神科医。専門は児童精神医学、精神薬理学。福島学院大学教授、副学長。医学博士。

## 来歴
- 1947年 福島県会津若松市生まれ
- 1973年 福島県立医科大学医学部卒業。神経精神科入局
- 1979年 医学博士（福島県立医科大学）[3]
- 1984年 イエール大学児童精神科留学
- 2001年 福島県立医科大学神経精神科助教授、後に退職
- 2001年4月 福島学院短期大学教授。メンタルヘルスセンター初代所長
- 2003年 福島学院大学福祉学部教授。初代学部長[2]
- 2007年 福島学院大学大学院心理学研究科教授。学部長
- 2012年 福島学院大学副学長

現在、星ヶ丘病院心療内科医、福島県立医科大学講師。

## 人物

### 精神科医として
注意欠陥・多動性障害（ADHD）、アスペルガー障害、学習障害などの発達障害に詳しい児童精神医学の第一人者である。その豊富な臨床経験から摂食障害、境界性パーソナリティ障害などのパーソナリティ障害の治療でも知られる。また自身がADHDであることを公表している。

### がんの克服
1990年3月に大腸癌と診断され、手術を行い、闘病生活を送ることとなった。同年8月にがんは肝臓に転移し、本人は「国立がん研究センターの統計では5年生存率は0％であった」と語っている。
しかし、東京オンコロジークリニックの大場大は星野氏と同様な2個の大腸がん肝転移の手術後5年生存率は約60％であって0％ではないとしている 。
結局、エタノール局所注入法が成功し 、現在でも臨床の最前線で診療を続けている。その後、マックス・ゲルソンの提唱する食事療法を実践している。

## 学会
- 日本精神神経学会
- 日本児童青年精神医学会評議員
- 日本LD(学習障害)学会元理事
- 日本心身医学会評議員
- 日本小児精神神経学会
- 東北児童青年精神医学会評議員、元副会長

## 著書

### 単著
- 『学習障害・MBDの臨床』新興医学出版社、1992年。ISBN 9784880023557。
- 『ガンと闘う医師のゲルソン療法』マキノ出版、1998年。ISBN 9784837610960。
- 『知って良かった、アダルトADHD』ヴォイス、2004年。ISBN 9784899760689。
- 『末期がんを克服した医師の抗がん剤拒否のススメ』アスコム、2005年。ISBN 9784776202806。
- 『気づいて！こどものこころのSOS』ヴォイス、2006年。ISBN 9784899760818。
- 『機能不全家族 —心が折れそうな人たちへ…』アートヴィレッジ、2007年。ISBN 9784901053624。
- 『発達障害に気づかない大人たち』祥伝社、2010年。ISBN 9784396111908。　のち黄金文庫
- 『末期がんを克服した医師のゲルソン療法のススメ —5年生存率0%からの生還』アスコム、2010年。ISBN 9784776206026。 のちマキノ出版・ビタミン文庫『ガンを食事で治す星野式ゲルソン療法』
- 『それって、大人のADHDかもしれません』アスコム、2011年。ISBN 9784776206491。
- 『「空気が読めない」という病 —大人の発達障害の真実』ベストセラーズ、2011年。ISBN 9784584123201。
- 『発達障害に気づかない大人たち<職場編>』祥伝社、2011年。ISBN 9784396112370。
- 『発達障害を見過ごされる子ども、認めない親』幻冬舎、2011年。ISBN 9784344982093。
- 『がんの芽をつむにんじんジュース健康法』アスコム、2011年。ISBN 9784776206743。
- 『子どものうつと発達障害』青春出版社、2011年。ISBN 9784413043342。
- 『大人の発達障害を的確にサポートする！』日東書院本社、2012年。ISBN 9784528019133。
- 『それって「大人の発達障害」かも? 正しい理解と上手なつきあい方』大和出版、2012年。ISBN 9784804762104。
- 『私は発達障害のある心療内科医 —「いつも生きづらさを感じている人」への処方箋』マキノ出版、2013年。ISBN 9784837671886。
- 『なんだかうまくいかないのは女性の発達障害かもしれません』PHP研究所 2015
- 『知って良かった、大人のADHD 発達アンバランス症候群社会に適応できない人たちへ』ヴォイス出版事業部(VOICE新書 2015
- 『家族という病巣』セブン&アイ出版 2015
- 『発達障害に気づかない母親たち』PHPエディターズ・グループ 2016
- 『発達障害を仕事に活かす』2017 朝日新書
- 『会社の中の発達障害 いつも嫌なことを言う上司、いつも迷惑をかける部下』集英社 2017

### 共著
- 熊代永共著『幼児自閉症の臨床』新興医学出版社、1989年。ISBN 9784880025636。
- 黒木登志夫、柴田高志、荒川健二郎、小倉恒子共著『癌 —患者になった5人の医師たち』角川書店、2000年。ISBN 9784047040120。
- 夏目祭子共著『依存症の真相 ―アダルトチルドレンとADHDの二重奏』ヴォイス、2008年。ISBN 9784899762232。
- 済陽高穂共著『「ガンが食事で治る」という事実 ―済陽式ガンの食事療法vs星野式ゲルソン療法』マキノ出版、2010年。ISBN 9784837671459。
- さかもと未明共著『まさか発達障害だったなんて ―「困った人」と呼ばれつづけて』PHP新書、2014年。ISBN 9784569809489。
- 『奥さまは発達障害』さかもと未明 監修 講談社 2016

### 共編
- 熊代永共編 編『医師のための摂食障害119番』ヒューマンティワイ、1990年。ISBN 9784938632274。
- 金子元久、丹羽真一共編 編『摂食障害の診療ストラテジー』新興医学出版社、1996年。ISBN 9784880023816。

### 監修・翻訳
- ジェロルド・J・クライスマン、ハル・ストラウス『境界性人格障害(BPD)のすべて』監訳、白川貴子訳、ヴォイス、2004年。ISBN 9784899760702。
- ルシンダ・バセット『わたしもパニック障害だった』監訳、片山奈緒美訳、ヴォイス、2004年。ISBN 9784899760733。

## 関連人物
- 白橋宏一郎
- 市橋秀夫
- 岡野高明